# Donn
De acordo com a mitologia irlandesa, Donn ou o Escuro, é o Senhor dos Mortos e pai de Diarmuid Ua Duibhne, que entregou a Aengus Og para ser criado. Donn é considerado o pai dos irlandeses; uma posição similar a de Dis Pater e os gauleses, conforme observado por Júlio César.
Originalmente, Donn era o chefe dos Filhos de Mil, povo mitológico que invadiu a Irlanda, expulsando os Tuatha Dé Danann. Donn ofendeu Ériu, uma das deusas epônimas da Irlanda, e morreu afogado ao largo da costa sudoeste da ilha. Um local próximo deste ponto, numa pequena ilha rochosa denominada Tech nDuinn  (a Casa de Donn), tornou-se a moradia de Donn como deus dos mortos. Esta casa era o lugar de reunião dos mortos antes de iniciarem sua jornada para o Outro Mundo.
No irlandês moderno, a palavra para a cor marrom é "donn".